# Erna Berger
Erna Berger (Dresda, 19 ottobre 1900 – Essen, 14 giugno 1990) è stata un soprano di coloratura tedesco, famosa soprattutto per i ruoli di Regina della notte e Konstanze.

## Biografia

### Carriera
Nata a Dresda, la Berger trascorse alcuni anni da bambina in India e America del Sud, dove rimase anche in seguito lavorando come impiegata e insegnante di pianoforte, prima di prendere in prestito abbastanza denaro per il viaggio di ritorno in Germania. All'età di 26 anni si assicurò una posizione come soprano soubrette alla Semperoper di Dresda ed ebbe il suo primo successo come Hannele nell'opera di Paul Graener Hanneles Himmelfahrt, basata sulla commedia di Gerhart Hauptmann L'ascensione di Annele.
In seguito ebbe importanti incarichi presso la Wiener Staatsoper, la Staatsoper Unter den Linden e la Deutsche Oper di Berlino. Diede concerti in Giappone, Stati Uniti e Australia ed apparve al Metropolitan Opera durante le stagioni 1949/50 e 1950/51 con Il cavaliere della rosa (insieme ad Eleanor Steber e Risë Stevens, dirette da Fritz Reiner con la regia di Herbert Graf), Rigoletto (con Leonard Warren, poi Enzo Mascherini), Il flauto magico e Il barbiere di Siviglia (con Giuseppe Valdengo). Cantò anche Woglinde e il Waldvogel ne L'anello del Nibelungo, con Kirsten Flagstad ed Helen Traubel, alternandosi come Brünnhilde.
Interpretò il ruolo di Zerlina in Don Giovanni al Festival di Salisburgo del 1954, diretto da Wilhelm Furtwängler e filmato da Paul Czinner, pubblicato su DVD dalla Deutsche Grammophon. Come interprete di Lieder, si esibì spesso con il pianista tedesco Sebastian Peschko.
La sua discografia comprende registrazioni complete de Il flauto magico del 1937-38 per la EMI, come Regina della Notte, diretto da Thomas Beecham, e Rigoletto del 1950 per la RCA Victor, con Leonard Warren e Jan Peerce, diretto da Renato Cellini, che fu la prima registrazione completa dell'opera sul formato LP.

### Gli ultimi anni e la morte
Nonostante l'avanzare degli anni la voce della Berger non perse mai la purezza, la gamma e il timbro bellissimo. Sebbene si fosse ritirata dalle scene nel 1955, continuò a cantare nei recital per buona parte della sessantina, dando la sua ultima interpretazione di canzoni a Monaco nel 1968. Nel 1980, per celebrare il suo ottantesimo compleanno, "cantò spontaneamente in diretta alla Televisione tedesca Im Abendroth di Schubert con devozione commovente e una bella e calda qualità."
Tra il 1960 e il 1971 insegnò ad Amburgo ed Essen. Era molto rispettata dai colleghi; come disse Wilhelm Furtwängler: "Lei è musica, in tutto e per tutto...il meglio". Morì ad Essen nel 1990, a 89 anni. Fu sepolta nello Zentralfriedhof, il cimitero centrale di Vienna. Nel 1992 la Bästleinstraße a Dresda è stata ribattezzata Erna-Berger-Straße in suo onore.

## Filmografia scelta
- Schlußakkord (1936)
- Ave Maria (1936, messa in scena de La Traviata)
- Maria Ilona (1939)
- Opera Ball (1939, musicale)[5]
- Falstaff in Vienna (1940)
- The Swedish Nightingale (1941, musicale)
- Angeli senza felicità (1942)
- Il perduto amore (1943, musicale)
- The Marriage of Figaro (1949, musicale come Susanna)
- Don Giovanni (1955, diretto da Paul Czinner, come Zerlina)